# Anomala ohmomoi
Anomala ohmomoi är en skalbaggsart som beskrevs av Miyake, Yamaguchi och Aoki 2002. Anomala ohmomoi ingår i släktet Anomala och familjen Rutelidae. Inga underarter finns listade i Catalogue of Life.